# Glen Mitchell (Radsportler, 1958)
Glen Mitchell (* 18. Mai 1958 in London) ist ein ehemaliger britischer Radrennfahrer und nationaler Meister im Radsport.

## Sportliche Laufbahn
Mitchell bestritt Bahnradsport und Straßenradsport. Er war Teilnehmer der Olympischen Sommerspiele 1980 in Moskau. Der britische Bahnvierer mit Tony Doyle, Malcolm Elliott, Glen Mitchell und Sean Yates belegte in der Mannschaftsverfolgung den 7. Platz.
1977 gewann er die nationale Meisterschaft in der Mannschaftsverfolgung gemeinsam mit Ronald Keeble, Rik Evans und Peter Hamilton. Mit Tony Doyle als Partner siegte er in der Meisterschaft im Zweier-Mannschaftsfahren. 1978 holte er den nationalen Titel im Scratch vor Tony Doyle. In der Saison 1979 gewann er erneut die Titel in der Mannschaftsverfolgung (mit Ron Keeble, Peter Hamilton und Tony James) sowie mit Doyle im Zweier-Mannschaftsfahren. 1980 kam der Titel im Punktefahren dazu, 1981 der Titel im Scratch und 1983 die Meisterschaft im Punktefahren. Seinen letzten Titel gewann er 1984, als er den Omniumwettbewerb gewann. In verschiedenen Disziplinen im Bahnradsport holte er weitere Medaillen bei den britischen Meisterschaften. 1978 startete er für England bei den Commonwealth Games im Bahnradsport.
1980 wurde er beim Sieg von Sean Yates Dritter im traditionsreichen Eintagesrennen Folkstone–London. 1981 bestritt er die Internationale Friedensfahrt und wurde 50. der Gesamtwertung. 1983 wurde er Dritter der britischen Meisterschaft im Mannschaftszeitfahren.
1984 wurde er Berufsfahrer im Radsportteam Ever Ready und blieb bis 1987 als Radprofi aktiv. Mitchell gewann eine Reihe von britischen Eintagesrennen, Etappen in kleineren Etappenrennen und Kriterien.